# Lorena Benítez
Flavia Lorena Benítez (Luis Guillón, 3 dicembre 1998) è una calciatrice e giocatrice di calcio a 5 argentina, attaccante del Palmeiras, in prestito dall'Estudiantes (BA), della nazionale argentina di calcio e della nazionale argentina di futsal.

## Carriera

### Club
Nata in Argentina da genitori di origine paraguaiana, inizia a giocare a calcio e futsal nel San Lorenzo, prima di passare al Boca Juniors nel 2016. Nel 2017 ha iniziato a giocare anche per la società di futsal del Kimberley.

### Nazionale
Il 3 marzo 2019 debutta con la nazionale argentina giocando l'amichevole persa 2-0 contro la Nuova Zelanda. Alcuni mesi più tardi prende parte al campionato mondiale, dove gioca tre incontri.

## Statistiche
Statistiche aggiornate al 7 dicembre 2020.

### Cronologia presenze e reti in nazionale
| Cronologia completa delle presenze e delle reti in nazionale ― Argentina | Cronologia completa delle presenze e delle reti in nazionale ― Argentina | Cronologia completa delle presenze e delle reti in nazionale ― Argentina | Cronologia completa delle presenze e delle reti in nazionale ― Argentina | Cronologia completa delle presenze e delle reti in nazionale ― Argentina | Cronologia completa delle presenze e delle reti in nazionale ― Argentina | Cronologia completa delle presenze e delle reti in nazionale ― Argentina | Cronologia completa delle presenze e delle reti in nazionale ― Argentina |
| Data                                                                     | Città                                                                    | In casa                                                                  | Risultato                                                                | Ospiti                                                                   | Competizione                                                             | Reti                                                                     | Note                                                                     |
| ------------------------------------------------------------------------ | ------------------------------------------------------------------------ | ------------------------------------------------------------------------ | ------------------------------------------------------------------------ | ------------------------------------------------------------------------ | ------------------------------------------------------------------------ | ------------------------------------------------------------------------ | ------------------------------------------------------------------------ |
| 3-3-2019                                                                 | Brisbane                                                                 | Argentina                                                                | 0 – 2                                                                    | Nuova Zelanda                                                            | Amichevole                                                               | -                                                                        | 90’                                                                      |
| 6-3-2019                                                                 | Melbourne                                                                | Austria                                                                  | 3 – 0                                                                    | Argentina                                                                | Amichevole                                                               | -                                                                        | 81’                                                                      |
| 24-5-2019                                                                | La Punta                                                                 | Argentina                                                                | 3 – 1                                                                    | Uruguay                                                                  | Amichevole                                                               | -                                                                        | 56’                                                                      |
| 10-6-2019                                                                | Parigi                                                                   | Argentina                                                                | 0 – 0                                                                    | Giappone                                                                 | Mondiali 2019 - 1º turno                                                 | -                                                                        | 79’                                                                      |
| 14-6-2019                                                                | Le Havre                                                                 | Inghilterra                                                              | 1 – 0                                                                    | Argentina                                                                | Mondiali 2019 - 1º turno                                                 | -                                                                        | 77’                                                                      |
| 19-6-2019                                                                | Parigi                                                                   | Scozia                                                                   | 3 – 3                                                                    | Argentina                                                                | Mondiali 2019 - 1º turno                                                 | -                                                                        |                                                                          |
| 30-8-2019                                                                | San Paolo                                                                | Brasile                                                                  | 5 – 0                                                                    | Argentina                                                                | Torneio Internacional 2019 - 1º turno                                    | -                                                                        | 48’                                                                      |
| 1-9-2019                                                                 | San Paolo                                                                | Costa Rica                                                               | 3 – 1                                                                    | Argentina                                                                | Torneio Internacional 2019 - 1º turno                                    | -                                                                        | 57’                                                                      |
| Totale                                                                   |                                                                          | Presenze                                                                 | 8                                                                        |                                                                          | Reti                                                                     | 0                                                                        |                                                                          |